# Kishwar Naheed
Kishwar Naheed (en ourdou : کشور ناہید), née en 1940 en Uttar Pradesh dans l'Inde britannique, est une poétesse féministe d'expression ourdoue, écrivaine pakistanaise. Elle publie plusieurs recueils de poésie et reçoit des prix comme le Sitara-e-Imtiaz pour sa contribution à la littérature ourdoue,.

## Biographie

### Jeunesse
Kishwar Naheed est née en 1940 dans une famille Syed à Bulandshahr, en Inde. Elle émigre avec sa famille à Lahore, au Pakistan après la partition en 1949. Kishwar Naheer est témoin de la violence (y compris le viol et l'enlèvement de femmes) associée à la partition de l'Inde. L'effusion de sang à ce moment-là lui a laissé très jeune une impression durable.
Elle obtient son diplôme Adeeb Fazil en ourdou et apprend également la langue persane. Elle devient une lectrice vorace à l'adolescence, lisant tout ce qui lui tombe sous la main, des œuvres de Dostoïevski au dictionnaire anglais publié par Neval Kishore Press.
Elle lutte pour recevoir une éducation, à une époque où les femmes ne sont pas autorisées à aller à l'école. Elle étudie à la maison et obtient un diplôme d'études secondaires grâce à des cours par correspondance. Après son inscription, la famille a beaucoup résisté à son admission à l'université, mais son frère, Syed Iftikhar Zaidi, paye ses frais de scolarité et l'aide à poursuivre ses études. Elle obtient un baccalauréat ès arts en 1959 et une maîtrise en économie en 1961 de l'université du Pendjab, à Lahore . Kishwar Naheed a épouse son ami le poète Yousuf Kamran ; le couple a deux fils. Après la mort de son mari, elle travaille pour élever ses enfants et soutenir la famille.

### Carrière
Kishwar Naheed publie douze volumes de sa poésie du Pakistan et de l'Inde. Sa poésie ourdoue est traduite en langues étrangères et diffusée à travers le monde. Son célèbre poème « Nous Femmes Sinful » (ourdou : ہم گنہگار عورتیں), affectueusement appelé « hymne des femmes » parmi les féministes pakistanaises, a donné son titre à une anthologie révolutionnaire de la poésie féministe ourdoue contemporaine, traduite et éditée par Rukhsana Ahmad et publiée à Londres par The Women's Press en 1991,.
Kishwar Naheed écrit également huit livres pour enfants et remporté le prestigieux prix UNESCO de littérature pour enfants. Son amour pour les enfants est aussi fort que son souci des femmes. Elle exprime cette préoccupation dans son poème, Asin Burian We Loko, qui met l'accent sur le sort des femmes dans la société dominée par les hommes. Kishwar Naheed occupe des postes importants dans diverses institutions nationales. Elle est directrice générale du Conseil national des arts du Pakistan avant sa retraite. Elle édite par ailleurs un prestigieux magazine littéraire Mahe Naw et fonde l'organisation Hawwa (Eve) dont le but est d'aider les femmes sans revenu indépendant à devenir financièrement indépendantes grâce aux activités artisanales et à la vente de leurs produits.

### Politique et féminisme
Kishwar Naheed est témoin des luttes et des aspirations que le Pakistan a traversées en tant que nation. Son œuvre écrite, qui s'étend sur plus de quatre décennies, raconte ses expériences en tant que femme écrivain engagée dans la création littéraire et la société civile, confrontée à des réactions négatives individuelles, sociales et officielles.
Plusieurs mois après la partition de l'Inde, peu avant que sa famille ne déménage de Bulandshahr à Lahore, Kishwar ressent une vive émotion qui l'influencera durablement et profondément. Certaines filles musulmanes de Bulandshahr ont été enlevées lors des émeutes de la Partition. Ayant réussi à fuir leurs ravisseurs, ou sauvées, elles sont revenus à Bulandshahr. Certaines étaient connues de sa famille et elle accompagnait sa mère et ses sœurs pour aller les voir. Elles avaient l'air hagard, épuisées, brisées, toutes allongées sur le sol, les pieds gravement meurtris et trempés de sang. Kishwar Naheed dit que c'est à ce moment qu'elle est devenue une femme et se souvient encore de ces pieds imbibés de sang.
Influencée par le Mouvement des écrivains progressistes en Asie du Sud et les idéaux du socialisme, Kishwar Naheed est aussi témoin de grands bouleversements politiques internationaux, avec son pays soumis à la loi martiale et l'introduction de nouvelles idées et formes dans la littérature ourdou. Kishwar Naheed et ses amis s'impliquent dans les événements, organisent notamment une manifestation pour soutenir Gamal Abdel Nasser et le droit égyptien au-dessus du canal de Suez, organisent aussi des manifestations pour le Vietnam, pour la Palestine, pour l'Amérique latine.
À propos de la censure, Kishwar Naheed déclare : « Nous ne devons pas oublier que les écrivains et les artistes créatifs ne vivent pas seuls. Il est naturel de réagir et de commenter les circonstances politiques et sociales dans lesquelles on vit (...) Cette liberté d'écrire et d'exprimer est née d'une lutte trempée de larmes ».
Kishwar Naheed défend également la cause de la paix en Asie du Sud, elle joue un rôle important dans la promotion du Pakistan India People's Forum et du South Asian Association for Regional Cooperation (SAARC) Writers Forum. Elle participe à des mouvements littéraires et culturels mondiaux rassemblant des écrivains et des artistes qui croient en un ordre politique mondial juste et équitable. Ses poèmes puissants contre la pensée religieuse extrémiste, la violence, le terrorisme et la souffrance accrue des femmes et des filles en raison de la radicalisation ont un retentissement national et international.

## Travaux littéraires
Kishwar Naheed est appréciée pour son expression poétique vive et incisive, pour sa célébration des luttes pour l'égalité, la justice et la liberté. Elle écrit aussi une chronique hebdomadaire dans le Daily Jang . Les commentateurs et les critiques remarquent qu'avec le temps, sa voix devient « plus forte, plus insistante et en quelque sorte plus intime ».
Son premier recueil de poésie est Lab-e Goya, publié en 1968, qui remporte le prix littéraire Adamjee.
| An   | Titre                                         | Éditeur                                                       | Remarques                                                          |
| ---- | --------------------------------------------- | ------------------------------------------------------------- | ------------------------------------------------------------------ |
| 1968 | Lab-i goyā                                    | Lahore: Maktabah-yi Karvan                                    | Le premier recueil de poésie A remporté le prix littéraire Adamjee |
| 2006 | Warq Warq Aaina                               | Publications Sang-e-Meel                                      |                                                                    |
| 2016 | Aabad Kharaba                                 | Afzal Ahmad                                                   |                                                                    |
|      | Buri Aurat Ki Khata                           |                                                               | Autobiographie                                                     |
| 2012 | Chand Ki Beti                                 | Maktaba Payam-e-Taleem, New Delhi                             |                                                                    |
| 2001 | Dasht-e-Qais Hommes Laila - Kulliyat          | Publications Sang-e-Meel, Lahore                              |                                                                    |
| 2010 | Aurat Mard Ka Rishta                          | Publications Sang-e-Meel                                      |                                                                    |
| 1978 | Galiyan Dhoop Darwaze (voies, soleil, portes) | Mohammad Jameelunnabi                                         |                                                                    |
| 2012 | Jadu Ki Handiyan                              | Maktaba Payam-e-Taleem, New Delhi                             |                                                                    |
| 1996 | Khawateen Afsana Nigar                        | Niyaz Ahmad                                                   |                                                                    |
| 2011 | Raat Ke Musafir                               | Directeur Conseil Qaumi Bara-e- Farogh-e-Urdu Zaban New Delhi |                                                                    |
| 2012 | Sher Aur Bakri                                | Maktaba Payam-e-Taleem, New Delhi                             |                                                                    |
| 2001 | La distance d'un cri                          | Presse universitaire d'Oxford                                 | Poèmes en ourdou avec traductions en anglais                       |

| An   | Titre                           | Traducteur     | Traduction de        | Traduit vers          | Éditeur                             |
| ---- | ------------------------------- | -------------- | -------------------- | --------------------- | ----------------------------------- |
| 2010 | L'histoire d'une mauvaise femme | Durdana Soomro | Buri Aurat Ki Katha  | Anglais               | Oxford University Press, États-Unis |
| -    | Nous les femmes pécheuses       |                | Hum Gunehgar Aurtein | De nombreuses langues |                                     |
| -    | Des lèvres qui parlent          |                | Lab-i-goya           | Anglais               |                                     |
| -    | Feuilles de reflets             |                | Warq Warq Aaina      | Anglais               |                                     |

|      | Titre                     | Traduction de                           | Traduit vers | Éditeur                        |
| ---- | ------------------------- | --------------------------------------- | ------------ | ------------------------------ |
| 1982 | Aurat Ek Nafsiyati Mutala | Le deuxième sexe par Simone de Beauvoir | Ourdou       | Deen Gard Publications Limited |

| An   | Titre      | Éditeur      | Éditeur                             | Le volume |
| ---- | ---------- | ------------ | ----------------------------------- | --------- |
| 2012 | Chahar-Soo | Gulzar Javed | Imprimerie Faizul Islam, Rawalpindi | 021       |

| Titre                                                         | Remarques |
| ------------------------------------------------------------- | --------- |
| ai rah-e-hijr-e-nau-faroz dekh ki hum thahar gae              | Ghazal    |
| apne lahu se nam likha ghair ka bhi dekh                      | Ghazal    |
| bigdi baat banane mushkil badi baat banae kaun                | Ghazal    |
| bimar hain à ab dam-e-isa kahan se aae                        | Ghazal    |
| dil ko bhi gham ka saliqa na tha pahle pahle                  | Ghazal    |
| dukh ki gutthi kholenge                                       | Ghazal    |
| ek salut aawaz par wapas palat aaenge log                     | Ghazal    |
| girya, mayusi, gham-e-tark-e-wafa kuchh na raha               | Ghazal    |
| har naqsh-e-pa ko manzil-e-jaan manne pada                    | Ghazal    |
| hasrat hai tujhe samne baithe kabhi dekhun                    | Ghazal    |
| hausla shart-e-wafa kya karna                                 | Ghazal    |
| hawa kuchh apne sawal tahrir dekhti hai                       | Ghazal    |
| hum ki maghlub-e-guman le pahle                               | Ghazal    |
| ishq ki gum-shuda manzilon mein gai                           | Ghazal    |
| jab main na hun to shahr mein mujh sa koi to ho               | Ghazal    |
| kabhi à aa meri aankhon ki raushni ban kar                    | Ghazal    |
| kahaniyan bhi gain qissa-khwaniyan bhi gain                   | Ghazal    |
| khayal-e-tark-e-talluq ko talte rahiye                        | Ghazal    |
| khushbu ko rangton pe ubharta hua bhi dekh                    | Ghazal    |
| kuchh bol guftugu ka saliqa na bhul jae                       | Ghazal    |
| kuchh din à malal nous ka haq tha                             | Ghazal    |
| kuchh itne yaad mazi ke fasane hum ko aae hain                | Ghazal    |
| meri aankhon mein dariya jhulta hai                           | Ghazal    |
| mujhe bhula ke mujhe yaad bhi rakha tu ne                     | Ghazal    |
| na koi rabt ba-juz khamushi o nafrat ke                       | Ghazal    |
| nazar à aa kabhi aankhon ki raushni ban kar                   | Ghazal    |
| pahan ke pairhan-e-gul saba nikalti hai                       | Ghazal    |
| sambhal salut lenge musalsal tabah hon à sahi                 | Ghazal    |
| sulagti ret pe aankhen bhi zer-e-pa rakhna                    | Ghazal    |
| surkhi badan mein rang-e-wafa ki thi kuchh dinon              | Ghazal    |
| talash dariya ki thi ba-zahir sarab dekha                     | Ghazal    |
| tere qarib pahunchne ke dhang aate le                         | Ghazal    |
| tishnagi achchhi nahin rakhna bahut                           | Ghazal    |
| tujhse wada aziz-tar rakkha                                   | Ghazal    |
| tumhaari yaad mein hum jashn-e-gham manaen bhi                | Ghazal    |
| umr mein nous se badi thi lekin pahle tut ke bikhri principal | Ghazal    |
| wida karta hai dil satwat-e-rag-e-jaan ko                     | Ghazal    |
| ye hausla tujhe mahtab-e-jaan hua kaise                       | Ghazal    |
| zehn rahta hai badan khwab ke dam nous prends ka              | Ghazal    |

| Titre                    | Remarques                   |
| ------------------------ | --------------------------- |
| aaKHiri faisla           |                             |
| aaKHiri KHwahish         |                             |
| ek nazm ijazaton ke liye |                             |
| ghas à mujh jaisi hai    |                             |
| paysage de verre         |                             |
| hum gunahgar aurten      | Hymne féministe du Pakistan |
| kaDe kos                 |                             |
| kashid shab              |                             |
| KHudaon se kah do        |                             |
| nafi                     |                             |
| qaid mein raqs           |                             |
| sone se pahle ek KHayal  |                             |

| Titre                  | Éditeur           | Remarques                           |
| ---------------------- | ----------------- | ----------------------------------- |
| aankh-micholi          |                   |                                     |
| batakh aur sanp        |                   |                                     |
| chidiya aur koyal      |                   |                                     |
| Dais Dais Ki Kahanian  | Ferozsons Pvt Ltd | Prix UNESCO de littérature jeunesse |
| gadhe ne bajai bansuri |                   |                                     |
| kutte aur khargosh     |                   |                                     |

## Prix et reconnaissance
| An   | Titre                                                                 | Par                                                                 | Pour                                     |
| ---- | --------------------------------------------------------------------- | ------------------------------------------------------------------- | ---------------------------------------- |
| 1968 | Prix littéraire Adamjee                                               |                                                                     | sa première collection Lab-e-goya (1968) |
|      | Prix UNESCO de littérature jeunesse                                   |                                                                     | Dais Dais Ki Kahanian                    |
|      | Prix de la meilleure traduction                                       | Université Columbia                                                 |                                          |
| 1997 | Prix Mandela                                                          |                                                                     |                                          |
| 2000 | Prix Sitara-e-Imtiaz (étoile d'excellence)                            | L'un des plus grands honneurs décernés par le président du Pakistan | ses services littéraires au Pakistan     |
| 2015 | Prix Kamal-e-Fun (Prix pour l'ensemble de sa carrière) en littérature | Académie des lettres du Pakistan                                    | ses services à vie à la littérature      |